# Xã Austin, Quận Mecosta, Michigan
Xã Austin (tiếng Anh: Austin Township) là một xã thuộc quận Mecosta, tiểu bang Michigan, Hoa Kỳ. Năm 2010, dân số của xã này là 1.561 người.